# اچ‌ام‌اس کیپلینگ (اف۹۱)
اچ‌ام‌اس کیپلینگ (اف۹۱) (به انگلیسی: HMS Kipling (F91)) یک کشتی است. این کشتی در سال ۱۹۳۹ ساخته شد.